# 유진세
유진세(劉鎭世, 1875년 ~ ?)는 대한제국과 일제강점기의 관료이다.

## 생애
대한제국 말기에 경찰 관리로 근무 중이었다. 러일 전쟁 중 고위 관리 등 각계각층에서 일본 측에 전쟁자금을 헌금하였을 때, 1904년 11월 경찰 관리 36명이 49원을 육해군 혈병비로 함경남도 원산의 일본영사관에 납부한 일이 있다. 이때 군자금 헌납자 36명 가운데 유진세가 포함되어 있었다.
러일 전쟁에서 승리한 일본의 영향력이 증대되면서 1908년에 원산경찰서 경부가 되었다. 1910년에 한일 병합 조약이 체결된 뒤에는 조선총독부 군수로 발탁되어 관계로 전업했다. 함경남도 삼수군 군수로 임명되어 약 3년 반 동안 재직한 뒤 1913년 말에 퇴직했다.
1912년에 한국병합기념장을 수여받았으며 퇴관 당시 정8위에 서위되어 있었다. 퇴직 후 전라남도 무안군에 정착하였다. 1928년부터 1937년까지 약 9년 동안 무안군 삼향면장으로 활동하였다.
2008년 민족문제연구소가 정리한 친일인명사전 수록예정자 명단 중 관료 부문에 포함되었다.

## 참고자료
- 전갑생 (2007년 11월 6일). “러일전쟁, 고종은 일본 승리를 원했나 - [발굴] 중립선언 실패 후 적극 협조... 귀족부터 말단 순검까지 군자금 헌납”. 오마이뉴스. 2008년 8월 11일에 확인함. |제목=에 지움 문자가 있음(위치 24) (도움말)